# Liste der Ordensgründer
Ordensgründer sind Persönlichkeiten, auf deren Wirken die Begründung eines Ordens zurückgeführt wird. 
Artikel über Ordensgründer sind:

## A
- Abd al-Qadir al-Dschilani
- Albert Chmielowski
- Luis Amigó
- Ángela de la Cruz
- Ana María Janer Anglarill
- Angela Merici
- Annibale Maria Di Francia
- Antonius der Große
- Ascensión del Corazón de Jesús (Florentina Nicol Goñi)

## B
- Barbara Maix
- Bartholomäa Maria Capitanio
- Basilius der Große
- Benedikt von Nursia
- Bénilde Romançon
- Berthold von Kalabrien
- Gaspar Bertoni
- Johanna Elisabeth Bichier des Ages
- Birgitta von Schweden
- Maria Theresia Bonzel
- Johannes Bosco
- Peter Viktor Braun
- Bruno von Köln
- Hildegard Burjan

## C
- Franziska Xaviera Cabrini
- Cándida María de Jesús
- Carlo Cavina
- Guillaume-Joseph Chaminade
- Johanna Franziska von Chantal
- Jules Chevalier
- João Scognamiglio Clá Dias
- Louise-Marguerite Claret de la Touche
- Clelia Barbieri
- Pierre Coudrin

## D
- Marie de Jésus Deluil-Martiny
- Maria Michaela Desmaisières
- Dominikus

## E
- Gaetano Errico
- Eugen von Mazenod

## F
- Juliana von Falconieri
- Clara Fey
- Rosa Flesch
- Charles de Foucauld
- André-Hubert Fournet
- Francesco Pianzola
- Franz von Assisi
- Franz von Sales

## G
- Émilie Gamelin
- Michael Garicoits
- Armido Gasparini
- Karolina Gerhardinger
- Vincenza Gerosa
- Maria Alfonsina Ghattas
- Antonio Maria Gianelli
- Gilbert von Sempringham
- Giovanni Calabria
- Sigismund Gorazdowski
- Anagarika Govinda
- Louis-Marie Grignion de Montfort

## H
- Hieronymus Ämiliani
- Andreas Hönisch

## I
- Ignatius von Loyola

## J
- Arnold Janssen
- Jeanne Delanoue
- Johanna von Lestonnac
- José Calasanz
- Franziskus Maria vom Kreuze Jordan

## K
- Katherine Maria Drexel
- Klara von Assisi

## L
- Charles Lavigne
- Alfonso Maria de Liguori
- Jean Baptiste de La Salle
- Peter Lötschert
- Maria Teresia Ledóchowska

## M
- Marcantonio Durando
- Maria Anna Donati
- María del Carmen González Ramos
- Maria Maddalena dell’Incarnazione
- Maria Margareta d’Youville
- Maria Serafina del Sacro Cuore
- Maria Katharina Kasper
- Maria Tauscher
- Maria vom heiligen Ignatius
- Magdalena Gabriela von Canossa
- Margareta Bourgeoys
- Marie-Eugénie de Jésus
- Mutter Teresa
- Kleine Schwester Magdeleine von Jesus
- Josep Manyanet i Vives
- Rosa Molas y Vallvé
- Louise Thérèse de Montaignac
- Basile Moreau
- Bernarda Morin
- Leonardo Murialdo

## N
- Philipp Neri
- Norbert von Xanten

## O
- Jean-Jacques Olier
- Enrique de Ossó y Cervelló

## P
- Paula Frassinetti
- Paula Montal Fornés de San José de Calasanz
- Paulina vom Herzen Jesu im Todeskampf
- Pauline von Mallinckrodt
- Paolo Dall’Oglio
- Maria Euphrasia Pelletier
- Pir Nureddin al-Dscherrahi
- Pir Umar Halveti
- Maria Magdalena Postel
- Marie Poussepin
- George Preca

## R
- Rafaela Porras y Ayllón
- Raimund von Peñafort
- Armand Jean Le Bouthillier de Rancé
- Peter Rigler
- Bonifacia Rodríguez Castro
- María Encarnación Rosal
- Agostino Roscelli
- Robert von Molesme
- Dschalal ad-Din Rumi

## S
- Giulia Salzano
- Franziska Schervier
- Augustina Schumacher
- Hendrina Stenmanns
- Helena Stollenwerk

## T
- Arcangelo Tadini
- Mutter Teresa
- Teresa Jornet y Ibars
- Theresa von Ávila
- Joseph-Marie Timon-David
- Maria Soledad Torres Acosta

## U
- Ubertino da Casale

## V
- Teresa Eustochio Verzeri
- Émilie de Vialar
- Vinzenz von Paul
- Caterina Volpicelli

## W
- Mary Ward
- Therese von Wüllenweber